# شهناز جعفری‌زاده
شهناز جعفری‌زاده (۲۵ اسفند ۱۳۷۲ در قم) بازیکن فوتبال زنان اهل ایران است. وی عضو تیم ملی فوتبال زنان ایران و باشگاه خاتون بم می‌باشد.

## فهرست منابع
1. ↑  «شهناز جعفری زاده». فوتبالدخت | فوتبال زنان ایران. دریافت‌شده در ۲۰۲۳-۰۸-۰۹.
2. ↑  «Shahnaz Jafari Zadeh - Soccer player profile & career statistics - Global Sports Archive». globalsportsarchive.com. دریافت‌شده در ۲۰۲۳-۰۸-۰۹.
3. ↑  «دعوت 30 بازیکن به اردوی تیم ملی فوتبال بانوان». فوتبالی. ۲۰۲۱-۰۵-۲۱. دریافت‌شده در ۲۰۲۳-۰۸-۰۹.
4. ↑  «یاسمن فرمانی به تیم ملی بانوان ایران دعوت شد». ورزش سه. دریافت‌شده در ۲۰۲۳-۰۸-۰۹.
5. ↑  YJC، خبرگزاری باشگاه خبرنگاران | آخرین اخبار ایران و جهان |. «جعفری زاده: داوران فوتسال لیگ فوتبال بانوان را قضاوت می‌کنند». fa. دریافت‌شده در ۲۰۲۳-۰۸-۰۹.